# 稻草人

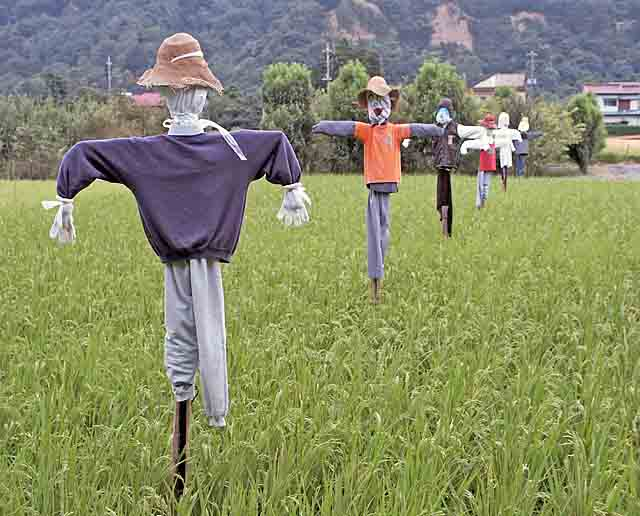
日本米稻田裡的稻草人

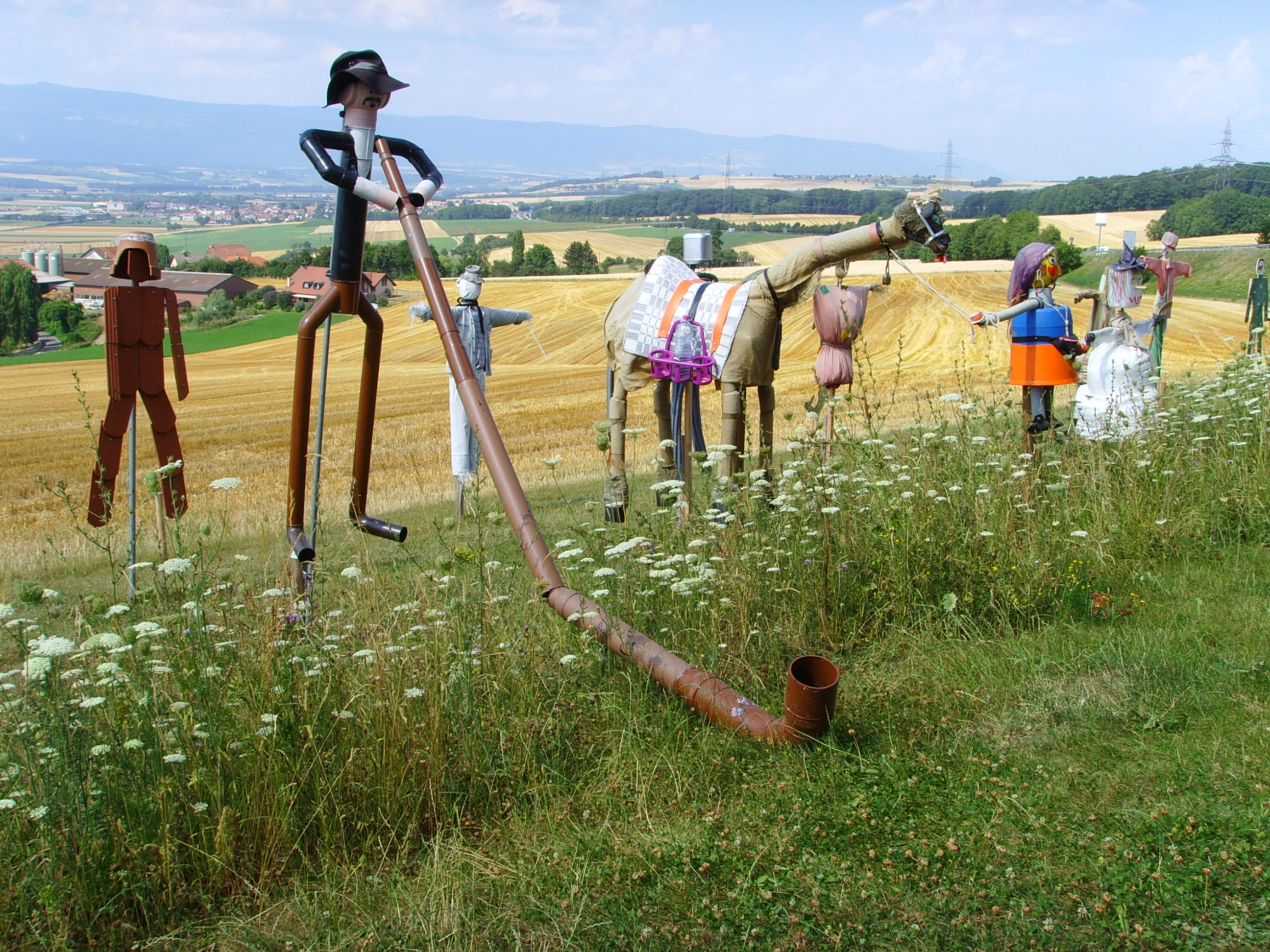
瑞士的稻草人

稻草人是一種用來防止如烏鴉之類的鳥類擾亂農作物的設備，傳統上是以竹竿或木棍為骨架，並以乾稻草紮成人形製成。稻草人會矗立在農田中間，身上懸掛布料等會隨風飄揚的物體，讓鳥類產生有人在農田中的錯覺。

## 歷史
1881年的家庭《百科全書》（Household Cyclopedia）給了以下的忠告:
不同種類的機械裝置，例如「小型風車」（klopotec），「馬搖鈴」等依靠風力來轉動的設備，經常會被用來嚇走烏鴉，但當這些機械變得普遍後，他們便失去用處了。
把牠們（鳥類）趕出田地的最有效方法，就經驗來說，即把稻草人紮於普遍常用的鳥槍上。沒有什麼東西比鳥槍的瞄準器和火藥的爆炸更令這些聰慧的動物感到恐懼的了，因為他們知道這對牠們的種族而言是致命的。
由於牠們恐懼鳥槍，所以當鳥槍被放於堤溝或其他高處時，將長時間防止牠們降落於鄰近的地面。但是，現在很多人仍相信烏鴉，像其他鳥類一樣，牠們帶來的好處較壞處還來得多，因為除了吃穀物外，牠們會殺害昆蟲和蛀蟲等害蟲。
另外，烏鴉也是春天時園林的一個問題。牠們會撕開剛發芽的玉米，吃所餘的種子或苗。在南部的阿帕拉契，其他常見的嚇走烏鴉的方法就是把一隻死去的烏鴉掛在竿上。
現代的稻草人已很少是人型的了。在加州農田，用鋁製高度反射的聚酯薄膜（PET film）片繫在植物上，在太陽下，薄膜片會閃閃發光，以此嚇走鳥類。其他方法還有用以丙烷氣體為動力的自動噪音槍。
在台灣，由於選舉活動頻繁，各級首長和民意代表候選人的競選旗幟在競選期間林立；而在選舉結束後，鄉間地區農民會收集候選人宣傳旗幟，豎立在田中央，充當類似稻草人的效果。

## 稻草人的其他名稱
在英國，稻草人的作為農作物的保護物，已有很悠久的歷史，由於那裡方言盛行，因此稻草人有一系列的其他名字，例如：
- Mommet（薩莫塞）
- Murmet（黛文）
- Hodmedod（伯克郡）
- Tattie bogle（蘇格蘭）

日文裏，稻草人叫，寫作漢字的話，可以寫「鹿驚」或「案山子」。

## 虛構故事裡的稻草人

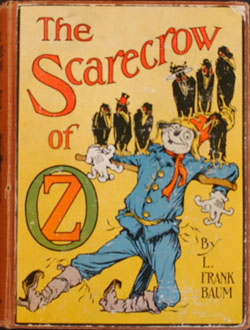
《歐茲的稻草人》封面

- 稻草人在19世紀的英國文學被廣泛使用，如出現在英國作家法蘭克·包姆的童話故事《綠野仙蹤》（The Wonderful Wizard of Oz）中，稻草人便是其中一個主要角色。其中「歐茲的稻草人」（The Scarecrow of Oz）是講述主角們到大魔術師那裡搜尋腦袋的故事。在電影綠野仙蹤裡，歐茲的稻草人是由雷·博爾杰飾演的。
- 美國漫畫公司「DC Comics」有角色稱為「稻草人」。這角色是《蝙蝠俠》中一個典型的反派。在電影《蝙蝠俠：開戰時刻》（Batman Begins），稻草人一角由演員席尼·墨菲（Cillian Murphy）飾演。
- 稻草人「Odemedod」是一個經常在《Rupert the Bear》卡通系列中出現的角色。
- 其他活躍於兒童小說的稻草人，像华泽尔·古米治，他最初出現在1930年代英國作家芭芭拉（Barbara Euphan Todd）寫的一系列故事書裡，之後更成為了受歡迎的電視改編節目。
- 「稻草人」在改編自彼特·庫欣斯坦利·霍洛韋（Russell Thorndike）一系列小說的《博士稻草人》電影裡，是一位教堂牧師的假名，他兼職為走私者，把英國準備運往美洲戰場的補給品，奪取了並分送給當地窮人。
- 稻草人也是澳洲作家Matthew Reilly筆下的虛構人物—Shane M. Schofield船長的稱呼，他分別出現在《Ice Station》、《Area 7》、《Scarecrow》和《Hell Island》裡。
- 骷髏傑克（Jack Skellington），他是添·布頓（Tim Burton）執導的電影《聖誕夜驚魂》（港譯：怪誕城之夜，The Nightmare Before Christmas）裡萬聖城的國王，他穿得像一個稻草人，他的別名為「南瓜王」。由克里斯·薩蘭登（Chris Sarandon）配音，丹尼．葉夫曼（Danny Elfman）則配他的唱歌部份。
- 日本動漫畫《火影忍者》裡的，雖然他不是稻草人，但他名字的意思是「農田中的稻草人」。香港版翻譯「畑鹿驚」正確表達角色名字的意思，名字「鹿驚」（カカシ）指稻草人，姓氏「畑」（はたけ）則指日本的旱田、稻田。他外表高大和惺忪的樣子，就像稻草人般。通常這種稻草人是沒有臉的，反應他被漫畫作者設定為戴面罩的原因。角色由井上和彥（日文）和達夫·維騰伯格（Dave Wittenberg，英文）配音。
- 伊藤润二的《案山子（日语：案山子_KAKASHI）》。
- 稻草人也是日本受歡迎動漫畫《死神之謎》（或譯：幻影死神）人物黒田慎平的別稱。故事講述有人被穿著稻草人斗蓬和帽子的人謀殺，因此主角要去找尋這“死神”的身分。
- 在小說《邪惡壞女巫》（Wicked）and《巫師的兒子》（Son of a Witch）裡，稻草人飾演在異教儀式裡人類的犧牲品。有趣的是，用在儀式裡稻草人有時會變為聰明和有生命的人，雖然這是很稀有的。
- 叶圣陶的《稻草人》（小说，早年童话集）1923

## 外部連結
- 稻草人的英國歷史（英文）
- 在澳洲的烏鴉捕捉器的圖片[永久]（英文）